# Wiesen-Pippau
Der Wiesen-Pippau (Crepis biennis), auch als Zweijähriger Pippau bezeichnet, ist eine Pflanzenart aus der Gattung Pippau (Crepis) innerhalb der Familie der Korbblütengewächse (Asteraceae). Sie ist in Europa weitverbreitet.

## Beschreibung

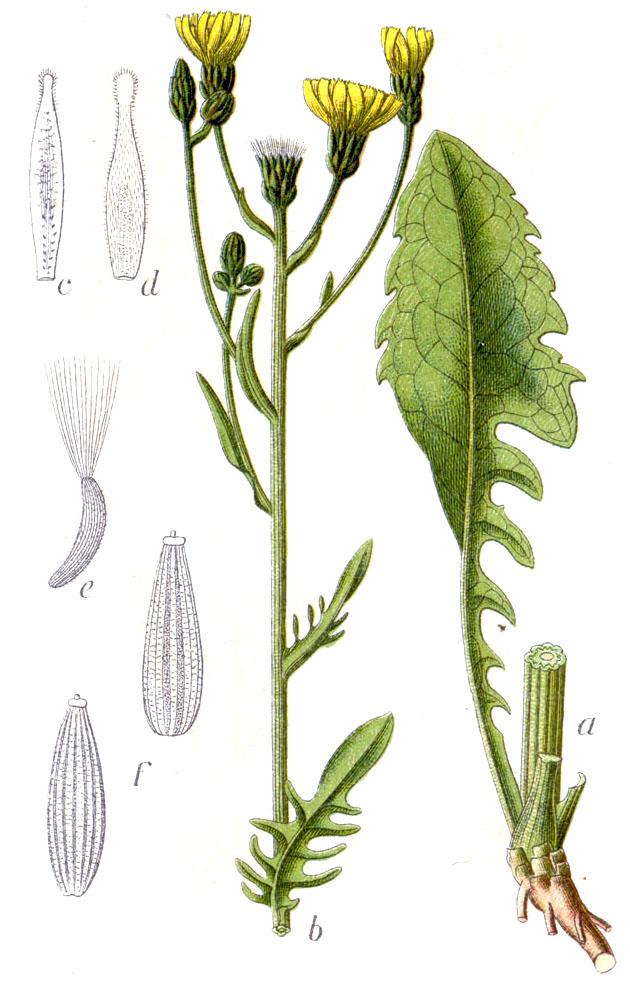
Illustration mit Details

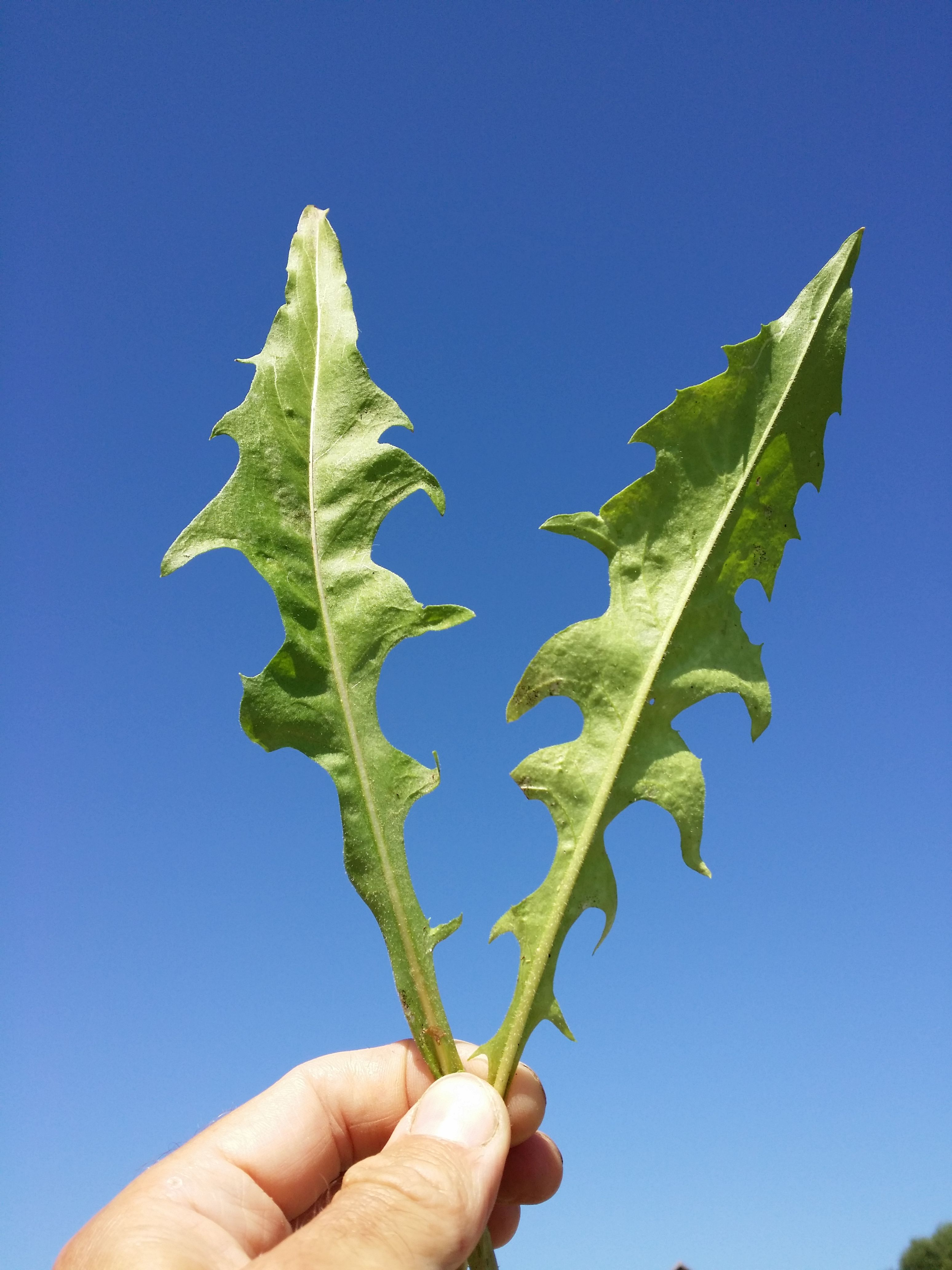
Laubblätter

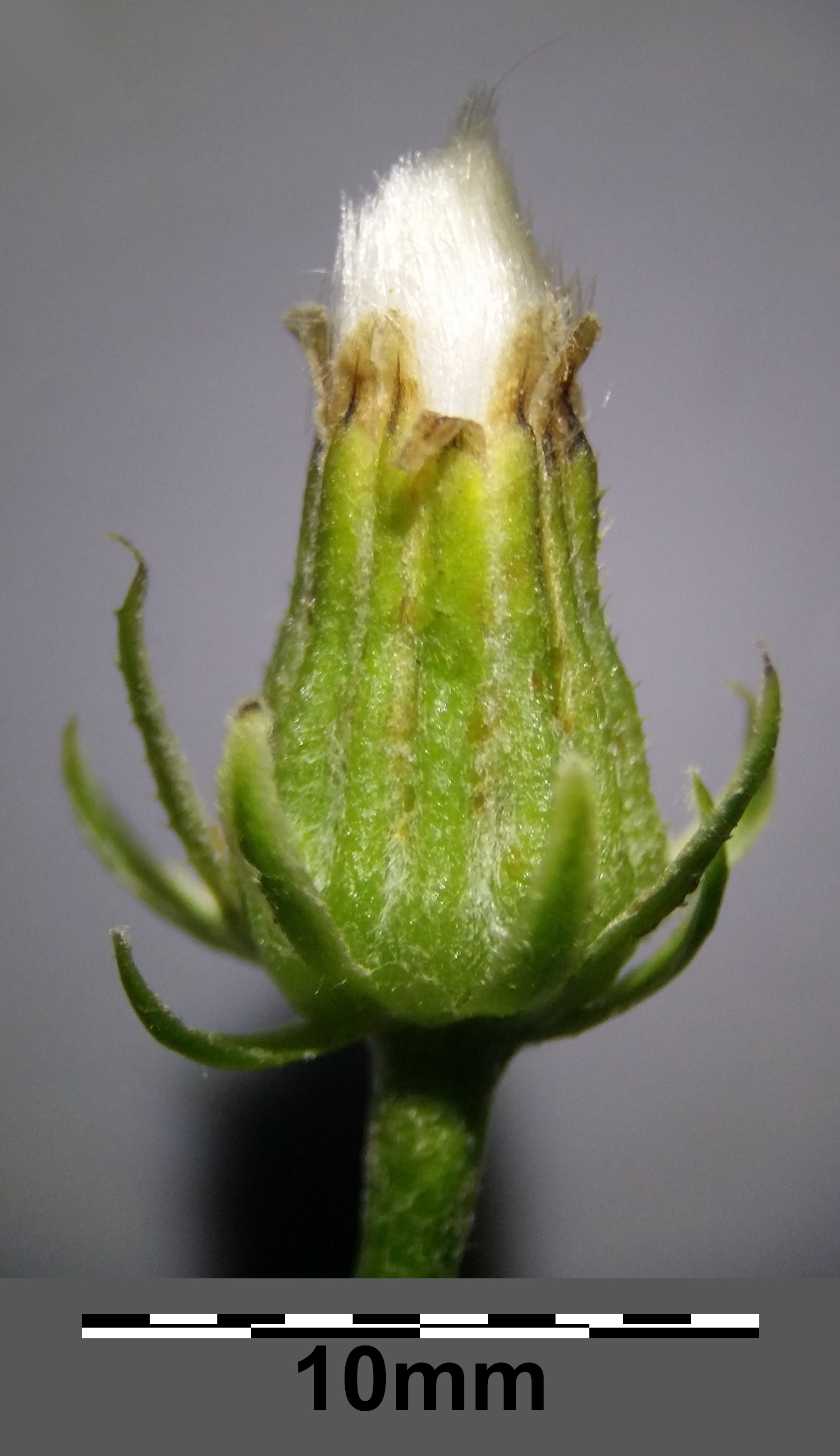
Junger Fruchtstand

### Vegetative Merkmale
Der Wiesen-Pippau ist eine frischgrüne, zweijährige, krautige Pflanze, die Wuchshöhen von 30 bis 120 Zentimetern erreicht. Der steif aufrechte Stängel ist nur im oberen Bereich verzweigt; er ist im unteren Teil oft purpur-braun überlaufen.
Der Stängel ist locker beblättert. Die Laubblätter sind kahl oder zerstreut kurz behaart; die unteren sind keilig-länglich und gestielt; die oberen länglich bis lanzettlich mit verschmälertem, gestutztem oder schwach pfeilförmigem Grund sitzend, gezähnelt bis schrotsägeförmig-fiederspaltig oder fiederig zerschlitzt. Die sitzenden Stängelblätter sind am Rand nicht „umgerollt“ und die „Sägezähne“ sind abwärts gerichtet.

### Generative Merkmale
Die Blütezeit reicht von Mai bis Juni, bis August oder bis September. Die Blütenkörbchen weisen einen Durchmesser von 25 bis 35 Millimetern auf. Sie sind im jugendlichen Zustand gehäuft, später (meist zu mehreren) auf ziemlich langen, dicken, unter den Blütenkörben oft behaarten wolligen Blütenkorbschäften angeordnet. Die Korbhülle ist walzlich-glockig und 10 bis 13 Millimeter lang. Die Hüllblätter sind schwärzlich-grün, filzig flockig, bisweilen schwarzdrüsig, wobei die äußeren Hüllblätter abstehend behaart und die inneren auf der Innenseite seidig behaart sind. In einem Blütenkorb sind nur Zungenblüten vorhanden. Die Zungenblüten sind goldgelb, auf der Unterseite ohne Rotfärbung. Der Griffel ist gelb.
Die Achäne ist 10 bis 13 Millimeter lang, 10- bis 13-rippig, an der Spitze verschmälert, aber ohne Schnabel. Der Pappus ist reinweiß und ragt etwas aus dem Fruchtstand heraus.
Die Chromosomenzahl beträgt 2n = 40, aber auch 42, 36, 38 oder 31.

## Ökologie
Der Wiesen-Pippau ist eine milchsaftführende Halbrosettenpflanze, die tief wurzelt. Die Bestäubung erfolgt durch Bienen; auch Selbstbestäubung ist möglich. Die Vermehrung erfolgt aber weitgehend durch Apomixis, d. h. die Früchte entwickeln sich ohne Befruchtung. Die Ausbreitung erfolgt ausschließlich durch die Achänen.
Der Wiesen-Pippau wird vom Vieh auf der Weide und im Grünfutter gern gefressen, ist aber nicht trittfest, erträgt daher keine Beweidung und verschwindet, sobald Mähwiesen in Weiden umgewandelt werden. Auf Wiesen wird er nicht gerne gesehen, weil er hartes Heu liefert und darin vom Vieh meistens verschmäht wird.
Tierische Schädigungen wie Vergrünung der Blüten oder Durchwachsungen können durch Eriophyes rechingeri oder durch die Larven von Lixus punctiventris hervorgerufen werden. Gallbildungen werden durch Siphonophora jaceae und eine Cynipidarum- oder Eriophyidarum-Art hervorgerufen.
An Pilzarten wurden am Wiesen-Pippau Bremia lactucae, Protomyces kreuthensis, Synchytrium taraxaci und Puccinia-Arten beobachtet.

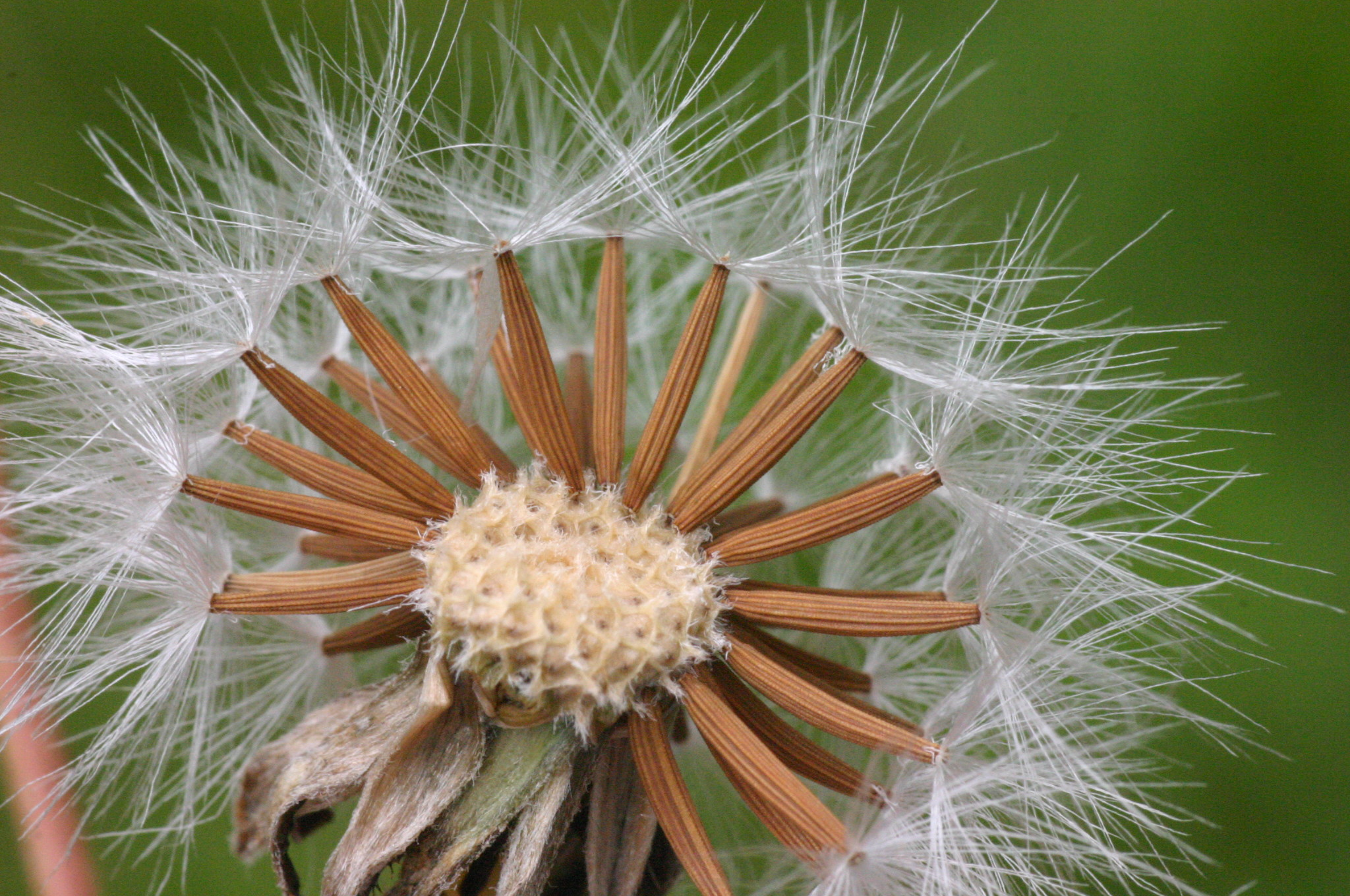
Fruchtstand

## Vorkommen
Crepis biennis ist in Europa weitverbreitet. Crepis biennis ist in Mitteleuropa ein Archäophyt, in Nordamerika ein Neophyt.
Der Wiesen-Pippau wächst verbreitet in Fettwiesen, Mähwiesen und an Wegen. Er gedeiht am besten auf nährstoffreichen, basenarmen Böden an sonnigeren Standorten. Nach Ellenberg ist er eine Halblichtpflanze, ein Mäßigwärmezeiger, ein Frischezeiger, mäßig stickstoffreiche Standorte anzeigend. Er ist eine Charakterart des Verbands der Glatthaferwiesen (Arrhenatherion).
In den Allgäuer Alpen steigt er an der Ifenhütte im Kleinen Walsertal bis zu einer Höhenlage von 1600 Metern auf. Im Kanton Graubünden erreicht er bei Lü im Val Müstair 1900 Meter, im Kanton Wallis bei Chandolin 1980 Meter.
Die ökologischen Zeigerwerte nach Landolt et al. 2010 sind in der Schweiz: Feuchtezahl F = 3 (mäßig feucht), Lichtzahl L = 4 (hell), Reaktionszahl R = 3 (schwach sauer bis neutral), Temperaturzahl T = 3+ (unter-montan und ober-kollin), Nährstoffzahl N = 4 (nährstoffreich), Kontinentalitätszahl K = 3 (subozeanisch bis subkontinental), Salztoleranz = 1 (tolerant).

## Taxonomie
Die Erstveröffentlichung von Crepis biennis erfolgte 1753 durch Carl von Linné in Species Plantarum, S. 807. Synonyme für Crepis biennis L. sind: Crepis lodomeriensis Besser und Crepis tristis Klokov.

## Trivialnamen
Für St. Gallen bei Werdenberg ist als Trivialname auch die Bezeichnung Vogeldistel belegt.

## Verwendung
Die Früchte des Wiesen-Pippaus sind als Kanarienvogel-Futter verwendbar.